# Турк Телеком Арена
Турк Телеком Арена (тур. Türk Telekom Arena) је фудбалски стадион у Турској и смештен је у Шишлију, делу Истанбула. На овоме стадиону своје мечеве као домаћин игра ФК Галатасарај.  Може да прими 52.652 гледалаца.

## Историја
Изградња стадиона је започета 2007, и трајала до 2011, када је стадион отворен.